# Kyle of Lochalsh

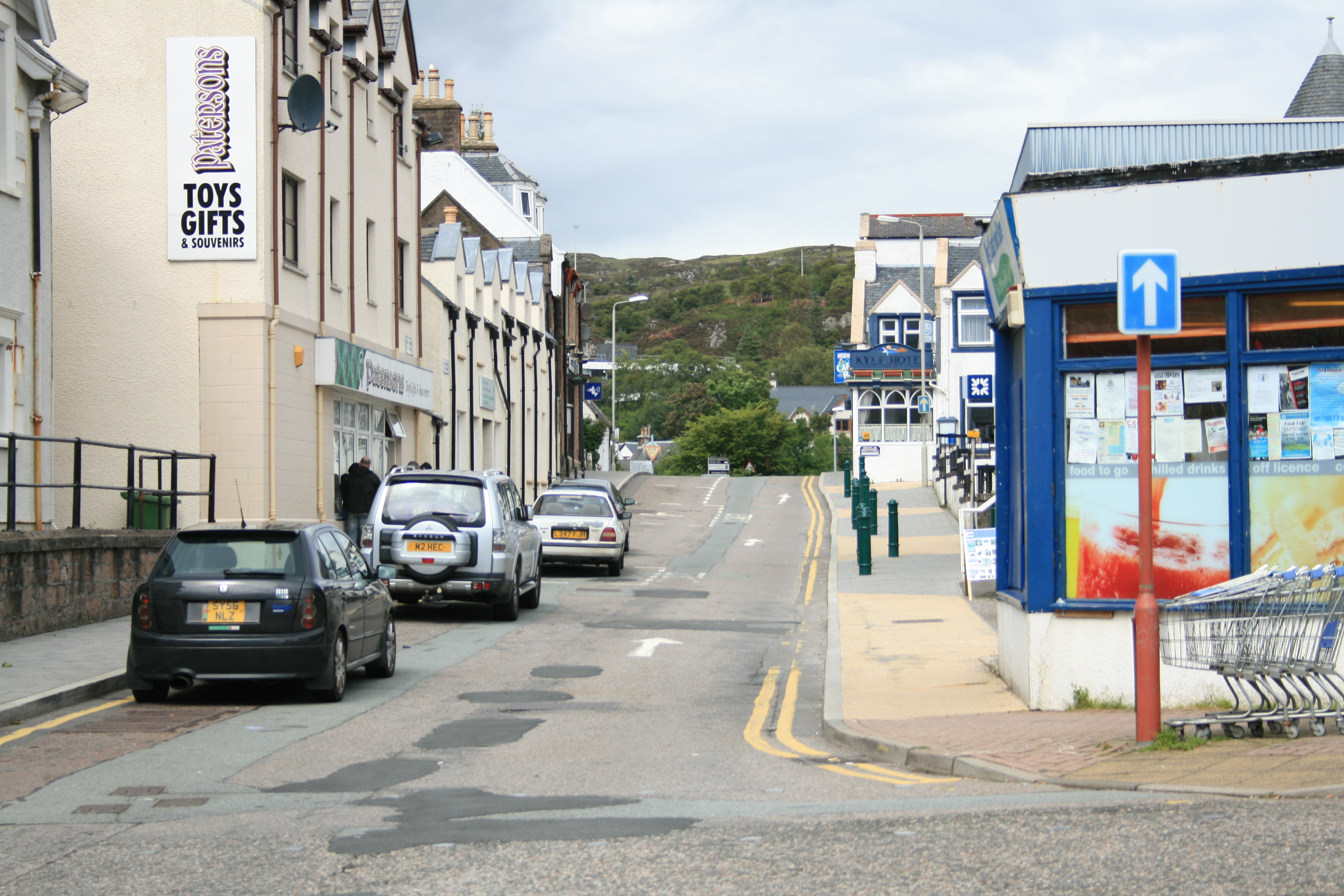
Carrer principal de Kyle of Lochalsh.

Kyle of Lochalsh (en gaèlic escocès: Caol Loch Aillse (Estret del Llac Espumós)) és un poble escocès al consell dels Highlands. Està situat a uns 125 quilòmetres a l'oest de la capital regional, Inverness, al costat de la carretera A87. El poble porta al nom de Loch Alsh, un mar que està enfront del poble.
Hi havia una línia de transbordadors entre Kyle of Lochalsh i el poble de Kyleakin a l'Illa de Skye, però va ser reemplaçat l'any 1995 pel Pont de Skye, amb una longitud de dos quilòmetres.
Segons el cens de 2001, la població de Kyle of Lochalsh era de 739 habitants. El 84,7% de la seva població és nascuda a Escòcia, un 10,96% a Anglaterra, el 0,41% a Irlanda del Nord, un 0,27% a Irlanda, un 1,49% a la resta d'Europa i 2,17% a la resta del món.
El 18,54% del poble parlen l'idioma gaèlic escocès, més que el mitjà escocès d'1,16%.